# عبد المجيد الرويلي
عبد المجيد بن عبد الله الرويلي، لاعب كرة قدم سعودي سابق، وُلد سنة 1986 في مدينة سكاكا شمال السعودية،.
يعتبر عبد المجيد الرويلي من أبرز لاعبي الوسط في المملكة العربية السعودية، انتقل من نادي الرائد إلى نادي الشباب 2012م، وبعدها انتقل إلى التعاون في عام 2015، وإنتقل إلى نادي الهلال عام 2016، وإنتقل إلى نادي الفيحاء عام 2017، وأعاره الفيحاء إلى نادي التعاون مطلع عام 2018، وعاد إلى نادي العروبة في صيف 2018 و اعتزل مطلع عام 2022.

## الأندية التي شارك بها
- نادي العروبة (درجة أولى) منذ 2006 إلى 2009.
- نادي الرائد منذ 2009 إلى 2012.
- نادي الشباب منذ 2012 إلى 2015.
- نادي التعاون منذ 2015 إلى 2016.
- نادي الهلال منذ 2016 إلى 2017.
- نادي الفيحاء منذ 2017 إلى 2018.
- نادي العروبة (درجة أولى) منذ 2018 حتى الآن.

## روابط خارجية
- عبد المجيد الرويلي على موقع قاعدة بيانات كرة القدم.إي يو (الإنجليزية)
- عبد المجيد الرويلي على موقع ناشيونال فوتبول تيمز (الإنجليزية)
- عبد المجيد الرويلي على موقع Soccerway.com (الإنجليزية)